# Almora
Almora là một thành phố và là nơi đặt ban đô thị (municipal board) của quận Almora thuộc bang Uttaranchal, Ấn Độ.

## Nhân khẩu
Theo điều tra dân số năm 2001 của Ấn Độ, Almora có dân số 30.613 người. Phái nam chiếm 54% tổng số dân và phái nữ chiếm 46%. Almora có tỷ lệ 84% biết đọc biết viết, cao hơn tỷ lệ trung bình toàn quốc là 59,5%: tỷ lệ cho phái nam là 86%, và tỷ lệ cho phái nữ là 81%. Tại Almora, 10% dân số nhỏ hơn 6 tuổi.